# George Walter Tyrrell
George Walter Tyrrell (1883 - 1961) est un géologue, glaciologue et pétrologue britannique du XXe siècle. Spécialiste des paysages arctiques et antarctiques, il est le premier à décrire les glaciers recticulaires du Spitzberg.
Le mont Tyrrell sur l'île Alexander en Antarctique porte son nom, tout comme le glacier Tyrrell en Géorgie du Sud.

## Biographie
Il est né à Watford le 30 mai 1883, fils aîné de George Tyrrell et de sa femme Annie .
Il fait ses études à la Watford Grammar School, puis étudie la géologie au Royal College of Science sous la direction du professeur JW Judd .
En 1906, il commence à enseigner la géologie à l'Université de Glasgow sous la direction de John Walter Gregory. En 1919, il est conseiller géologique d'un voyage écossais au Spitzberg et en 1924 dirige un voyage géologique en Islande . L'université lui décerne deux doctorats : un PhD en 1923 et un doctorat en sciences en 1931 .
Il est élu membre de la Royal Society of Edinburgh en 1918 avec comme proposants John Horne, Ben Peach, Thomas James Jehu et Robert Kidston. Il remporte le prix Neill de la Société pour 1931-1933. Il est vice-président de la Société de 1940 à 1943 .
En 1931, il remporte la médaille Murchison décernée par la Royal Geographical Society. Devenu maître de conférences, il prend sa retraite de l'Université de Glasgow en 1948, puis passe quelques années à donner des conférences au Canada et aux États-Unis.
En 1906, il épouse Alice Annie Williman. En 1950, âgé de 67 ans, il épouse Ursula Joan Dermont. Il meurt à Bearsden dans la banlieue de Glasgow le 20 juillet 1961.

## Ouvrages
- Le Whangie et son origine (1916)
- La géologie du Spitzberg (1923)
- La géologie d'Arran (1931)
- Vulkany (1934 - russe)
- Osnovy Petrologii (1933)
- Principes de pétrologie (1950)